# André Verdeil
André Verdeil (Manchester, 1904. január 21. – Riec-sur-Belon, 1990. október 31.) svájci jégkorongozó, olimpikon.
Az 1924. évi téli olimpiai játékokon a svájci válogatottal játszott a jégkorongtornán. Első mérkőzésükön a svédek ellen kikaptak 9–0-ra. Ezután a kanadaiaktól egy megsemmisítő 33–0-s vereség jött, majd az utolsó csoportmérkőzésen a csehszlovákoktól is kikaptak 11–2-re. Az utolsó, 8. helyen végeztek. Mind a 3 mérkőzésen játszott, és 1 gólt ütött.
A Hockey Club Château-d'Oex volt a klubcsapata, amely 1922-ben és 1924-ben országos bajnok volt Svájcban.